# واكيندا (ميزوري)
واكيندا (بالإنجليزية: Wakenda)‏ هي إحدى المجتمعات الفردية (غير مصنفة) في ولاية ميزوري في الولايات المتحدة الأمريكية.